# Aplocera musculata
Aplocera musculata är en fjärilsart som beskrevs av Otto Staudinger 1892. Aplocera musculata ingår i släktet Aplocera och familjen mätare. Inga underarter finns listade i Catalogue of Life.